# Herbert Fandel

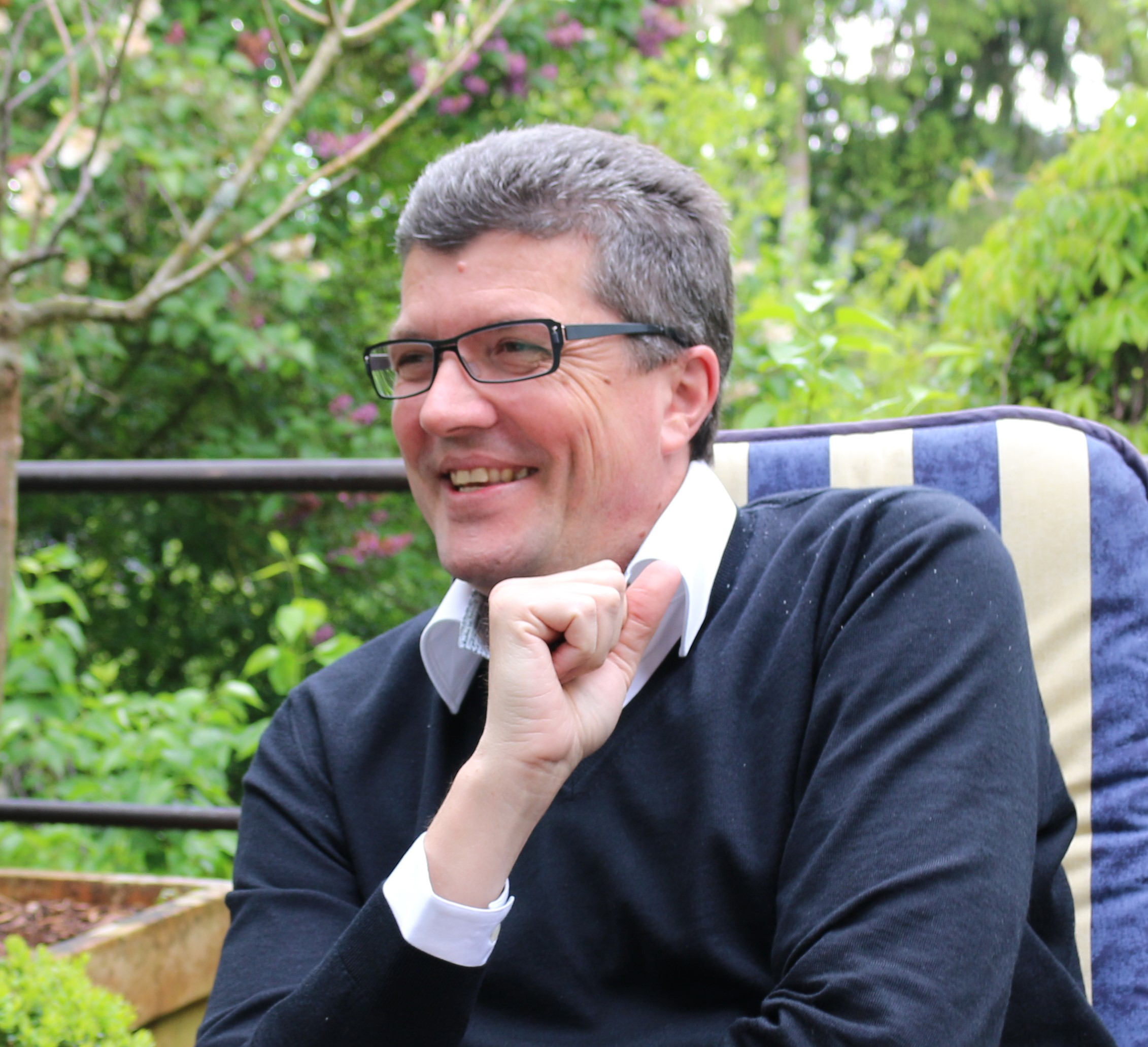
Herbert Fandel

Herbert Fandel, född 9 mars 1964 i Utscheid, Västtyskland, är en tysk fotbollsdomare. Fandel har dömt flera större matcher, däribland UEFA-cupfinalen 2006 samt 2007 års final i Champions League mellan AC Milan och Liverpool FC. Civilt arbetar Fandel som pianolärare.

## EM-kvalet 2007 Danmark-Sverige
Fandels sista internationella domaruppdrag var EM-kvalmatchen mellan Danmark och Sverige den 2 juni 2007, på Parken i Köpenhamn. I den 89 minuten, vid ställningen 3-3, dömde Fandel straff till Sverige sedan Christian Poulsen slagit ned Markus Rosenberg i straffområdet. En åskådare sprang då in på plan och attackerade Fandel, som beslöt att avbryta matchen. 